# Calhoun Mine
Die Calhoun Mine ist ein historisches Goldbergwerk südlich der Stadt Dahlonega im Lumpkin County im amerikanischen Bundesstaat Georgia.
1829 löste die Entdeckung des Goldvorkommens einen ersten Goldrausch in Georgia aus. Der Ansturm der Goldsucher führte zu massiven Konflikten mit den hier ansässigen Cherokee-Indianern, Enteignungen und die Vertreibung der Indianer aus den angestammten Siedlungsgebieten waren die Folge. Die seit 1946 stillgelegte Mine wurde 1973 als National Historic Landmark ausgewiesen und in das National Register of Historic Places aufgenommen.

## Geographische Lage des Bergwerks
Die Calhoun Goldmine liegt auf einer Anhöhe etwa 5 km südlich von Dahlonega westlich der Georgia State Route 60, zwischen der Straße und dem Ostufer des Chestatee Rivers.
Die Schächte und Stollen aus den ersten Bergwerkstätigkeiten sind noch vorhanden; die frühesten Stollen erstrecken sich zwischen 40 und 46 Metern in nordöstlicher und nördlicher Richtung in den Berg hinein. Im 20. Jahrhundert wurden neue Stollen parallel zu den älteren angelegt, wie beispielsweise der um 1940 gebohrte Duglas Stollen, der fast 50 Meter in den Berghang führt.

## Geschichte der Calhoun Mine
Die Calhoun Goldmine gehört zu den ältesten und bekanntesten Goldbergwerken Georgias. Wann die ersten Goldfunde in Georgia gemacht wurden, ist unbekannt. Entlang des Chestatee Rivers fanden vermutlich Indianer um 1815 das erste Gold. Die Entdeckung eines Goldklumpens im Jahr 1828 durch Benjamin Parks auf dem etwa 1 km² großen Grundstück von Robert Obarr führte im folgenden Jahr zum ersten Goldrausch in Georgia.
Nachdem mindestens zweimal die Eigentümer gewechselten hatten, erwarb der Politiker und spätere siebte Vizepräsident der Vereinigten Staaten, John C. Calhoun aus South Carolina das Land um die Goldmine. Er gründete zur weiteren Erschließung der Region eine Minengesellschaft, deren Leitung er später an seinen Schwiegersohn Thomas Green Clemson übergab. Die Erzvorkommen waren, nach einem Brief Clemsons aus dem Jahr 1856 an seinen Schwager, sehr reichhaltig, so dass nahezu 30 Jahre lang Gold in größeren Mengen gefördert wurde. Diese Goldmine war, neben der Consolidated  Mine und der Loud  Mine, die produktivste Goldmine im Goldgürtel Georgias. Bis 1879 war die Calhoun Mine im Besitz der Familie Calhoun. Nachdem die Lagerstätten fast vollständig abgebaut worden waren, wurde 1939 eine neue Goldader entdeckt und, bedingt durch den Anstieg des Goldwertes, erschlossen. Danach wurde die Mine stillgelegt. Lumpkin County und speziell der Dahlonega Distrikt förderten bis 1959 wahrscheinlich zwischen 400.000 und 500.000 Unzen Gold.
Das Eindringen der Goldgräber in indianisches Siedlungsgebiet führte zu Konflikten mit den Cherokee. Der Kongress verabschiedete 1830 den Indian Removal Act, um die Enteignung und die Vertreibung der Cherokee gesetzlich zu regeln. Dies erlaubte die Deportation der Cherokee auf dem Pfad der Tränen.
1973 wurde die Goldmine als National Historic Landmark ausgewiesen und dem National Register of Historic Places hinzugefügt, um sie als Erinnerungsort an die Vertreibung der Cherokee zu würdigen.